# Wortham
Wortham é uma cidade  localizada no estado norte-americano de Texas, no Condado de Freestone.

## Demografia
Segundo o censo norte-americano de 2000, a sua população era de 1082 habitantes.
Em 2006, foi estimada uma população de 1077, um decréscimo de 5 (-0.5%).

## Geografia
De acordo com o United States Census Bureau tem uma área de
5,1 km², dos quais 5,1 km² cobertos por terra e 0,0 km² cobertos por água. Wortham localiza-se a aproximadamente 145 m acima do nível do mar.

## Localidades na vizinhança
O diagrama seguinte representa as localidades num raio de 16 km ao redor de Wortham.